# Szebeni szalámi
A szebeni szalámi, románul Salam de Sibiu romániai szalámifajta, amelyet sertéshúsból és sertészsírból készítenek, só és ízesítők felhasználásával. 2016-ban a szebeni szalámit oltalom alatt álló eredetmegjelölésként jegyezték be az Európai Unióban.
A szebeni szalámi eredete nem köthető Nagyszebenhez; neve onnan származik, hogy a szebeni vámnál hozták be a Román Királyságból Erdélybe.

## Története
1885-ben egy Filippo Dozzi nevű olasz Romániába emigrált, hogy kőművesként dolgozzon. Az északkelet-olaszországi származású (Frisanco) Filippo Dozzi feleségével a Piatra Arsă kőbánya közelébe, az egykori Poiana Țapului faluba költözött. Ezt megelőzően Budapesten tevékenykedett.
Foglalkozása mellett Dozzi kolbászrajongó is volt. Észrevette, hogy Sinaia időjárási viszonyai kedvezőek voltak a száraz kolbászok előállításához. 1910-ben úgy döntött, hogy vásárol egy épületet Sinaián, amely egy étteremnek, egy borospincének és egy szállodának adott helyet; itt alapította meg az Întreprinderea Individuală Filippo Dozzi (Filippo Dozzi egyéni vállalat) nevű cégét. Az általa gyártott szalámi hamarosan sikeres lett, és luxusterméknek számított. Dozzi salam de iarnă (téli szalámi) néven kezdte el árusítani kolbászát, amelyet az Osztrák–Magyar Monarchiába történő export során a "Nagyszebeni Vám" bélyegzővel láttak el. Így a termék szebeni szalámi néven vált ismertté. A téli szalámi elnevezést csak Romániában és Magyarországon használták, de a magyar téli szalámi különbözött a nagyszebeni szalámitól.
1943-ban bekövetkezett halála előtt Filippo Dozzi elárulta Antonio és Giuseppe nevű fiainak a szebeni szalámi receptjét. A fiúk a cég államosításáig folytatták apjuk munkáját.
Ugyanebben az időben, Josef Theil medgyesi téliszalámi-gyártó 1922-ben egy második gyárat nyitott Nagyszebenben "Theil & Co. AG Salami und Selchwarenfabrik" néven, és „Veritabilul Salam de Sibiu" (Az igazi nagyszebeni szalámi) néven kezdte el egy szalámifajta gyártását.
1948–1954 között a kommunista kormány államosította mindkét céget. Az állami vállalat az Întreprinderea pentru Industrializarea Cărnii (Ipari Húsfeldolgozó Vállalat) néven folytatta a termelést. Az első szebeni szalámi exportra az 1950-es években került sor. 1963-ban a nagyszebeni gyár (amely a medgyesi gyáránál állította elő a szebeni szalámit) bejegyezte a Salam de Sibiu védjegyet. Sinaia és Medgyes mellett 1975–1976-ban Bákóban, Galați-on és Nagyszalontán további gyáregységeket hoztak létre a szebeni szalámi gyártásához. Az 1980-as években a termelés 90%-át, mintegy havi 40-50 tonnát Ausztriába, Nyugat-Németországba, Csehszlovákiába, Izraelbe, Belgiumba, Svédországba és a Szovjetunióba exportálták.  
A 21. században a szebeni szalámit Sinaia, Nagyszeben, Bákó, Călărași, Barcaföldvár és Filipeștii de Pădure területén gyártják. 2017-ben 2100 tonnát termeltek, ennek 2%-át exportálták.

## Fordítás
- Ez a szócikk részben vagy egészben  a   Sibiu Salami című angol Wikipédia-szócikk ezen változatának fordításán alapul.  Az eredeti cikk szerkesztőit annak laptörténete sorolja fel. Ez a jelzés csupán a megfogalmazás eredetét és a szerzői jogokat jelzi, nem szolgál a cikkben szereplő információk forrásmegjelöléseként.